# Karl von Bardeleben
Karl von Bardeleben, född 7 mars 1849 i Giessen, död 19 december 1918 i Jena, var en tysk anatom.
Bardeleben blev 1888 honorarprofessor i anatomi vid universitetet i Jena. Han är känd som författare till några större handböcker rörande människans anatomi och utgivare av det stort anlagda, oavslutade verket Handbuch der Anatomie des Menschen (1896-1915) samt Johann Wolfgang von Goethes anatomiska arbeten (i "Weimarer Goetheausgabe").
Bardelebens största förtjänst ligger i hans verksamhet som generalsekreterare i det 1886 stiftade Anatomische Gesellschaft samt som redaktör för "Anatomischer Anzeiger", vilken tidskrift under hans ledning utvecklade sig till ett världsblad på sitt område; den innehåller många bidrag även av svenska morfologer.